# Sadschida ar-Rischawi
Sadschida ar-Rischawi (arabisch ساجدة الريشاوي, DMG Sāǧida ar-Rīšāwī; geboren 1965; gestorben 4. Februar 2015 in Jordanien) war eine irakische islamistische Terroristin.

## Familie
Sie soll die Schwester von Abū Musʿab az-Zarqāwī, einem der Topterroristen der al-Qaida, gewesen sein.

## Tätigkeit als Terroristin
Sie war 2005 an einer schweren Anschlagsserie in der jordanischen Hauptstadt Amman beteiligt, bei der 60 Menschen getötet und 115 verletzt wurden. Sie scheiterte bei einem Selbstmordattentat auf eine Hochzeitsgesellschaft, weil ihr Sprengstoffgürtel nicht explodierte, und war seit 2005 inhaftiert. Ihr Todesurteil wurde seit 2006 in einem Berufungsprozess neu verhandelt.
Die japanische Geisel Kenji Gotō wurde im Januar 2015 ermordet, nachdem Austauschverhandlungen mit dem IS nicht zustande gekommen waren. Die jordanische Geisel Muʿādh al-Kasāsba, ein abgestürzter Kampfpilot, war ebenfalls Gegenstand von Gesprächen für einen Austausch gegen sie. Nachdem der IS am 3. Februar 2015 ein Video mit der Verbrennung des Piloten bei lebendigem Leib veröffentlicht hatte, richtete das jordanische Königshaus ar-Rischawi und den irakischen Terroristen Ziad al-Karbouli am 4. Februar 2015 durch Hängen hin.